# Lausanne International
Die Lausanne International waren internationale Badmintonmeisterschaften in der Schweiz. Das Turnier fand in Lausanne statt. Es war nach den Swiss Open und neben den La Chaux-de-Fonds International das bedeutendste internationale Badmintonturnier in der Schweiz, letztendlich gingen aus den 1953 erstmals ausgetragenen Lausanne International 1955 die Swiss Open hervor. Nachdem sich das Turnier nicht im internationalen Terminkalender etablieren konnte, fand es nur noch eine Fortsetzung als Juniorenturnier unter dem Namen Lausanne Youth International.

## Die Sieger
| Jahr      | Herreneinzel      | Dameneinzel       | Herrendoppel                     | Damendoppel                    | Mixed                         |
| --------- | ----------------- | ----------------- | -------------------------------- | ------------------------------ | ----------------------------- |
| 1953      | Paul Ailloud      | Noëlle Ailloud    | Paul Ailloud Bernard Minet       | nicht ausgetragen              | Paul Ailloud Moussy           |
| 1954      | Paul Ailloud      | Noëlle Ailloud    | Michel Le Renard Maurice Mathieu | Noëlle Ailloud Jeannie Mathieu | Gottschau                     |
| 1955 1993 | keine Daten       | keine Daten       | keine Daten                      | keine Daten                    | keine Daten                   |
| 1994      | Daniel Eriksson   | Diana Koleva      | James Anderson Ian Pearson       | Amanda Carter Nicole Gordon    | James Anderson Emma Constable |
| seit 1995 | nicht ausgetragen | nicht ausgetragen | nicht ausgetragen                | nicht ausgetragen              | nicht ausgetragen             |